# Tricyphona (Tricyphona) penai
Tricyphona (Tricyphona) penai is een tweevleugelige uit de familie Pediciidae. De soort komt voor in het Neotropisch gebied.